# Bulanasch
Bulanasch (russisch Булана́ш) ist eine ländliche Siedlung in der Oblast Swerdlowsk (Russland) mit 12.504 Einwohnern (Stand 14. Oktober 2010).

## Geographie
Die Siedlung liegt im Westen des Westsibirischen Tieflandes, etwa 100 km Luftlinie nordöstlich der Oblasthauptstadt Jekaterinburg am Blischni Bulanasch, einem kleinen linken Zufluss des Irbit, wenige Kilometer oberhalb der Mündung.
Bulanasch gehört zum Stadtkreis Artjomowski (zuvor Rajon Artjomowski) und liegt knapp 10 km südöstlich von dessen Verwaltungszentrum Artjomowski.

## Geschichte
Der Ort entstand ab 1939 im Zusammenhang mit der Erschließung einer Steinkohlelagerstätte. Am 15. Mai 1938 hatte der Bau eines ersten Schachtes begonnen; die Eröffnung von vier Zechen (Bulanasch-1-2, -3, -4 und -5) erfolgte zwischen 1943 und 1953.
1949 wurde der Status einer Siedlung städtischen Typs verliehen, den der Ort jedoch 2004 im Rahmen der Verwaltungsreform wieder verlor.

### Bevölkerungsentwicklung
| Jahr | Einwohner |
| ---- | --------- |
| 1959 | 13.706    |
| 1970 | 14.680    |
| 1979 | 14.486    |
| 1989 | 16.216    |
| 2002 | 13.274    |
| 2010 | 12.504    |

Anmerkung: Volkszählungsdaten

## Wirtschaft und Infrastruktur
Die Steinkohlezechen, die in ihren besten Jahren um 600.000 Tonnen Kohle förderten, sind in den 1990er-Jahren geschlossen worden. Seither ist das bedeutendste Unternehmen des Ortes eine 1972 eröffnete Maschinenfabrik für Erdöl- und Erdgasausrüstungen. Daneben gibt es Betriebe der Bauwirtschaft (Betonfertigteile), des Transportwesens und der Lebensmittelindustrie.
Von der Siedlung führt eine Güteranschlussstrecke zur etwa 8 km westlich gelegenen Station Bulanasch an der auf diesem Abschnitt 1918 eröffneten und seit 1967 elektrifizierten Eisenbahnstrecke Serow – bzw. Nischni Tagil – Alapajewsk – Bogdanowitsch (Streckenkilometer 189 ab Nischni Tagil). Straßenanbindung besteht über Artjomowski.